# Ramform Titan
 (mars 2025).
Le Ramform Titan est un navire sismique construit en 2013 par le chantier naval MHI à Nagasaki, au Japon, pour coût unitaire à la commande de 285 millions de dollars. 
Sa largeur, à la poupe est 70 m. Exploité par la société norvégienne Petroleum Geo-Services (PGS), il est utilisé pour l'imagerie sismique en 3D. 
Le navire utilise des flûtes sismiques qui récupèrent et analysent les ondes acoustiques produites par un canon à air ou à eau. Le Ramform Titan est équipé de 24 bobines de ces lignes d'hydrophones réparties sur deux rangées, avec 16 bobines à l'arrière et huit plus à l'avant. Il est capable de remorquer ce réseau de capteurs sur une zone supérieure à 12 km².  

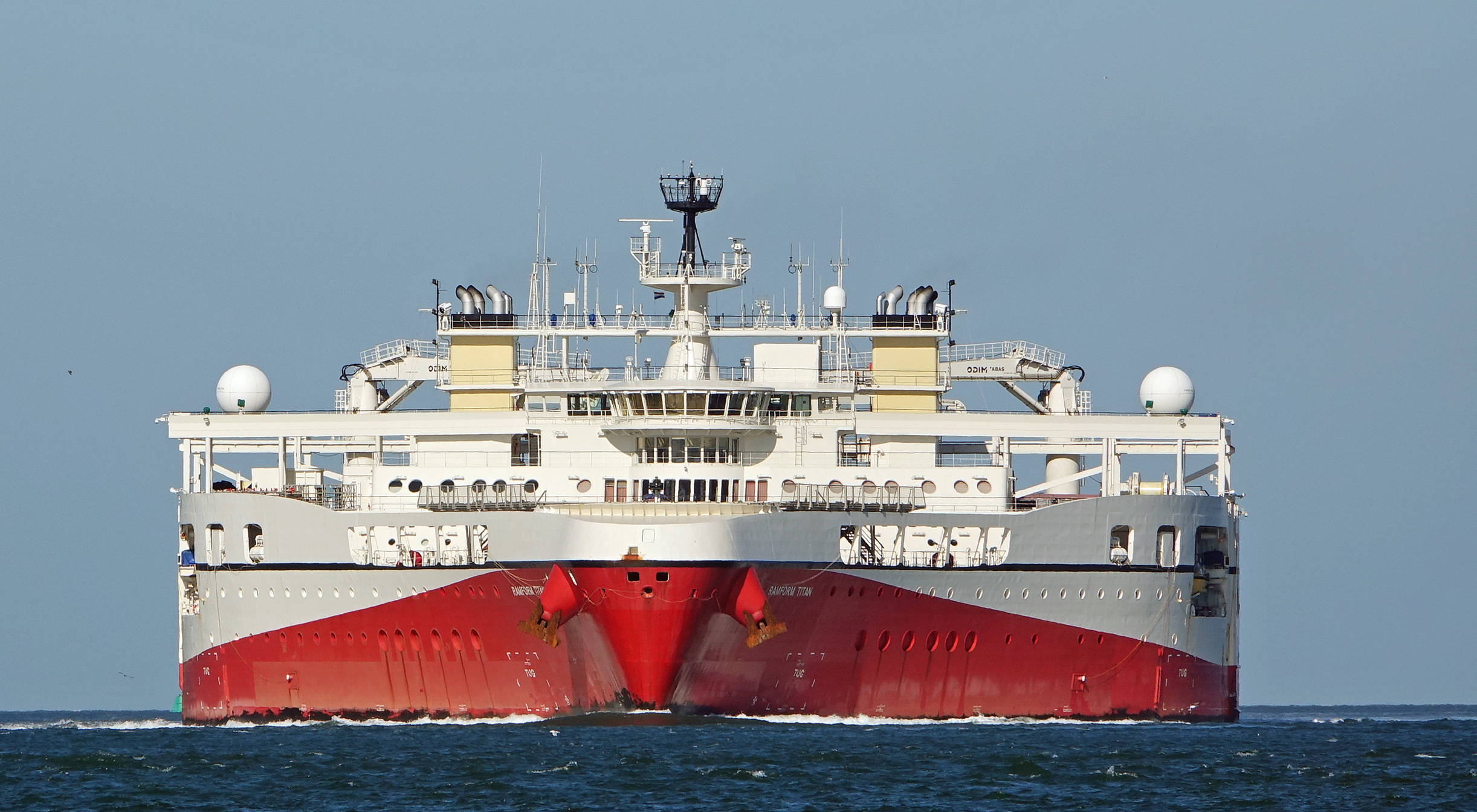

Le navire peut accueillir jusqu'à 80 membres d'équipage, plus des visiteurs . Sa première mission consiste, en octobre 2013, en une campagne de prospection autour des îles Malouines, dans l'Atlantique Sud. 
PGS a construit trois autres navires de classe Titan  : le Ramform Atlas , le Ramform Hyperion  et le Ramform Tethys 